# Creacombe
Creacombe – wieś w Anglii, w hrabstwie Devon i dystrykcie North Devon. W 1961 roku civil parish liczyła 52 mieszkańców. Creacombe jest wspomniana w Domesday Book (1086) jako Crawecome/Crabecoma/Crahecome/Crawecoma.
1986 roku civil parish Creacombe została zlikwidowana, a mieszkańcy zaczęli podlegać pod civil parish w Rackenford.